# 사산화 이질소
사산화 이질소(四酸化二窒素, 영어: dinitrogen tetroxide)는 N2O4 화학식을 지닌 화합물이다. 화학 합성에 유용한 반응물이다. 이산화 질소를 포함한 화학 평형 혼합물을 형성한다.
사산화 이질소는 강한 독성과 부식성을 가진 강력한 산화제이다. N2O4는 다양한 형태의 하이드라진을 지닌 자동점화성 추진제이다.

## 구조와 성질
사산화 이질소는 두개의 니트로기가 결합된 형태이다. 분자는 직선형으로 N-N 결합 거리가 1.78 Å이며, N-O 결합 거리는 1.19 Å이다.
이산화질소와는 다르게, 반자성을 띠는 데, 그 이유는 홀전자를 가지고있지 않기 때문이다.
액체 상태에는 무색이나, 갈색빛이 도는 노란색으로 보일 수 있는데, 이는 NO2가 화학 평형으로 인해 생성되기 때문이다.

## 화학 평형
N2O4 ⇌ 2 NO2

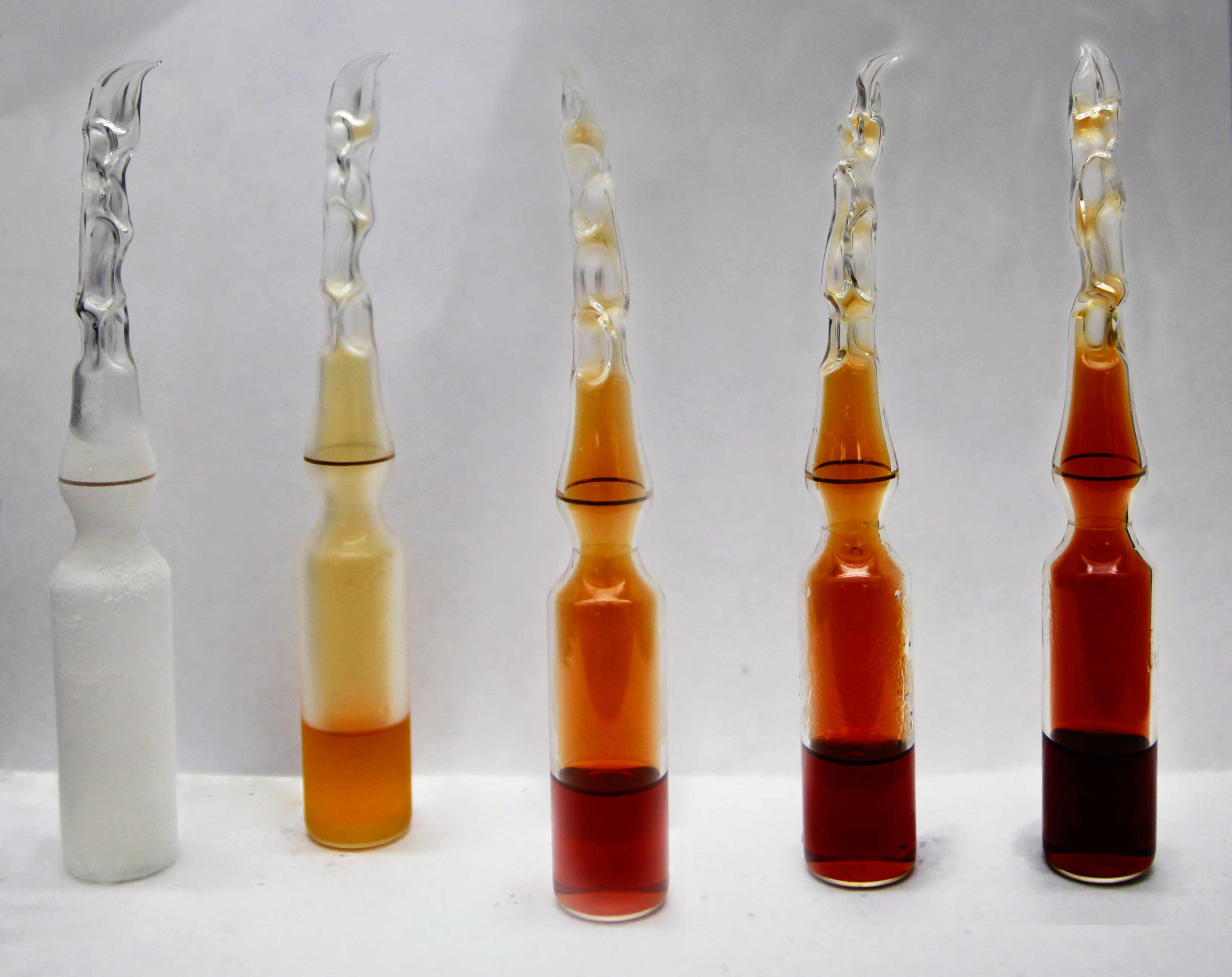
−196 °C, 0 °C, 23 °C, 35 °C, 그리고 50 °C에서 사산화 이질소가 점차 온도가 높아짐에 따라 이산화질소(NO_{2})로 전환되는 모습.

사산화 이질소와 이산화질소는 온도에 따라 특정한 구성비를 보인다. 온도가 높아짐에 따라 이산화질소의 구성비가 커진다.

## 제조
사산화 이질소는 암모니아의 촉매 산화를 통해 만들어진다. 첫 단계에서 일단 암모니아가 일산화 질소로 산화된다.
4NH3 + 5O2  →  4NO + 6H2O
대부분의 물은 응축되어 배출되고, 가스가 냉각되면 일산화 질소가 이산화 질소로 산화하고, 이합되어 사산화 이질소가 된다.
2NO + O2   →  2NO2
2NO2  ⇌  N2O4
또한 농축된 질산과 금속 구리의 반응으로도 얻어질 수 있다. 주로 실험실에서 사용되며, 질산에 의해 구리가 산화되며 질산이 농축된 정도와 산소의 존재 등 여러 요소에 의해 수많은 질소산화물을 형성하게 되는데, 그중 불안정 한 것이 반응하여 이산화질소로 변하게 되고, 이합되어 사산화 이질소가 된다.

## 로켓 산화제
사산화 이질소는 액체로 저장이 가능하기 때문에 로켓 추진에 있어서 산화제로서 매우 중요한 물질이다. 하이드라진기반 로켓 연료와 함께 접촉점화성 추진제로 쓰인다. 이 조합은 초기에는 타이탄 로켓에 사용되었으며 이후 다른 우주선들과 인공위성의 유지용 추진제로서 사용되고 있다. 사산화 질소는 또한 러시아의 프로톤 로켓의 주 산화제이기도 하다.

### 아폴로 소유즈 계획에서의 실패
1975년 7월 24일, 아폴로 소유즈 시험 계획에 참가하던 세 미국 우주비행사들이 마지막 하강에서 스위치를 잘못 조작하여 사산화 이질소가 기내로 유출되는 사고가 일어났다. 한 우주비행사는 하강도중 의식을 잃었으며 착륙후 화학물질로 인한 폐렴과 부종으로 14일간 치료를 받아야만 했다.

## 화학 반응

### 질산 제조에서의 원료
질산은 사산화 이질소를 통해 대량으로 생산이 가능하다. 사산화 이질소가 물과 반응하면, 아질산과 질산을 내놓게 된다.
N2O4 + H2O → HNO2 + HNO3
같이 생성된 아질산은 가열하여 불균등화 반응을 통해 일산화질소와 질산으로 분해가 된다. 산소에 노출된 경우 일산화질소는 이산화질소로 돌아오게 된다. 그리고 이산화질소는 사산화 이질소와 혼합물을 형성하여 다시 이 과정을 반복할 수 있다.
2 NO + O2 → 2 NO2

### 금속 질산염의 합성
사산화 이질소는 [NO+][NO3-]의 염과 같이 행동하는데, 전자의 경우 강력한 산화제로 작용할 수 있다.
2 N2O4  +  M  →  2 NO  +  M(NO3)2
여기서 M에는 Cu, Zn, 또는 Sn이 들어갈 수 있다.
이때 금속 질산염이 완벽한 무수상태에 만들어지는 경우, 여러 전이금속을 사용하여 다양한 종류의 공유결합을 하는 금속 질산염을 형성할 수 있다. 그 이유는 질산이온이 이온 구조를 형성하는 것보다 금속과 공유결합하는 것을 더 선호하는 열역학적 선호도때문이다. 이러한 화합물은 무수상태여야만 합성할 수 있는데, 그 이유는 질산 이온이 물보다 훨씬 약한 배위자이기 때문이다. 만약 물이 존재하는 경우, 간단한 수화물 질산염이 형성된다.
무수 질산염은 공유결합을 하는데, 예를 들자면 무수 질산 구리의 경우 상온에서 휘발한다. 그리고 무수 질산 타이타늄은 섭씨 40도만 되어도, 진공상태에서 승화한다. 수많은 무수 전이금속 질산염들은 독특한 색을 지닌다. 이 분야의 화학은 영국 노팅엄 대학교의 클리포드 애디슨(Clifford Addisson)과 노람 로건(Noramn Logan)에 의해 효율적인 건조제와 건조 상자가 가능해진 1960~1970년대에 개발되었다.